# Mi Camino
Mi Camino (spanisch für Mein Weg) ist ein Lied von Clément Ducol und Camille aus dem Jahr 2024, das von Selena Gomez im Musical Emilia Pérez gesungen wird.

## Hintergrund
Das Produzenten-Duo Clément Ducol und Camille erhielt das Skript für den Film Emilia Pérez bereits vor Regisseur Jacques Audiard. Für Mi Camino wurden sie von Gomez Dokumentarfilm Selena Gomez: My Mind & Me inspiriert. Audiard wollte einen Song der zur Figur von Selena Gomez im Film passte. Nach ersten Entwürfen wollte Audiard eine sentimentalere und femininere Version. Die Produzenten berichteten in einem Interview, dass Gomez nur während ihrer Kindheit Spanisch sprach und ihr englischer Akzent deshalb gut passen würde. Der Song soll eine Anspielung an Tanzmusik der 1980er Jahre und an spanische Volksmusik sein.
Zusammen mit El Mal und 41 weiteren Stücken wurde das Lied als Album Emilia Pérez am 31. Oktober 2024 veröffentlicht.
Das Lied erhielt 2025 einen Satellite Award als Bester Song und eine Oscar-Nominierung in derselben Kategorie.